# Erich Walter Stadler

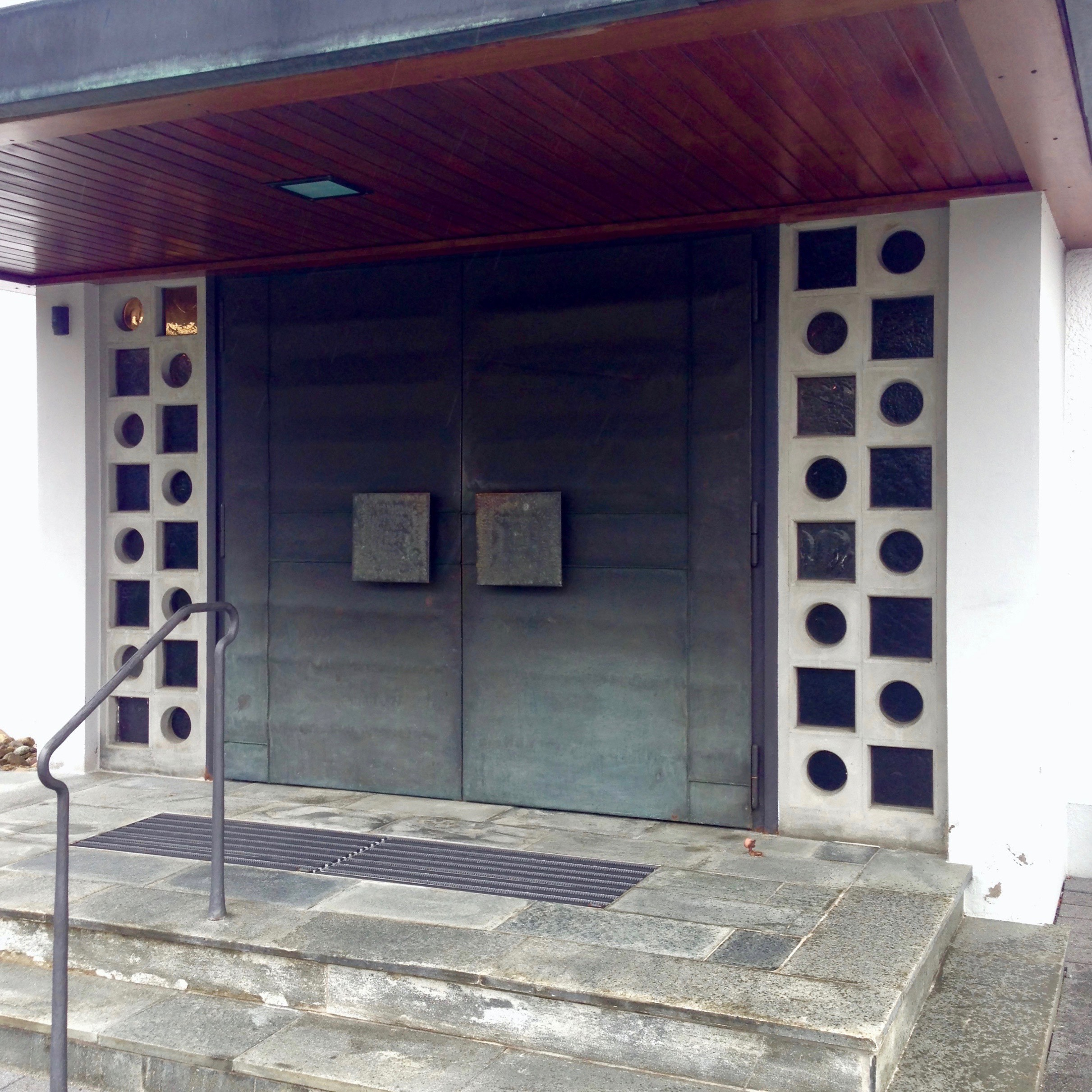
Kath. Pfarramt St. Maria Meckenbeuren seitliche Flügeltür aus Kupfer

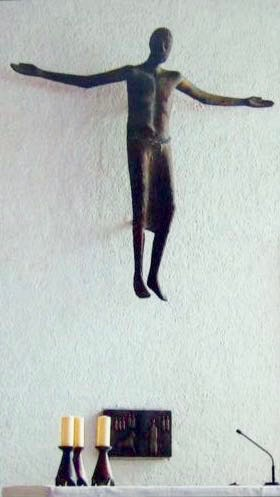
Christusfigur und Tabernakel aus Bronze von Erich Stadler in der Pfarrkirche St. Christophorus in Nonnenhorn

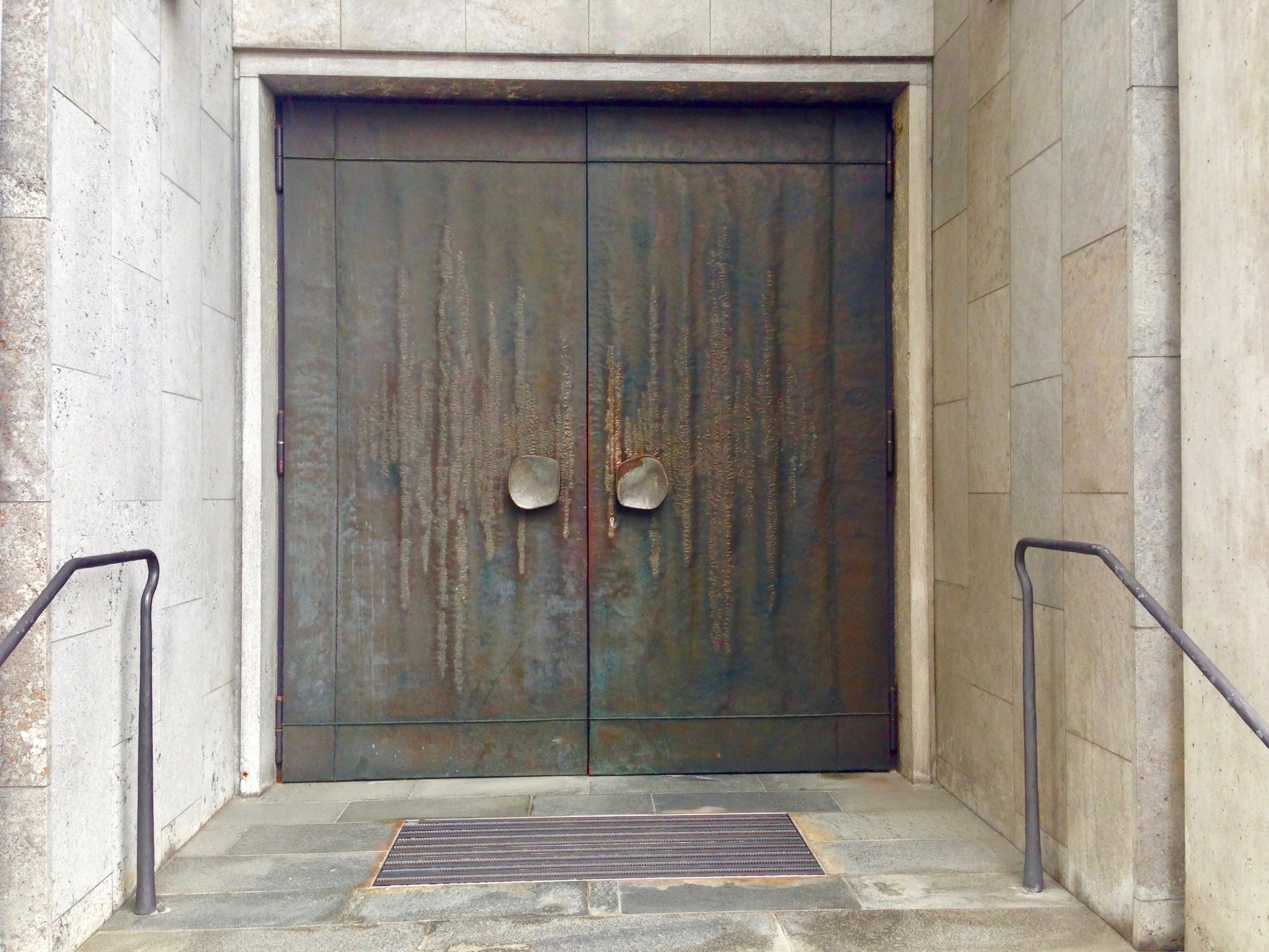
Eine von zwei Flügel-Fronttüren der Kath. Pfarramt St. Maria in Meckenbeuren aus Kupfer

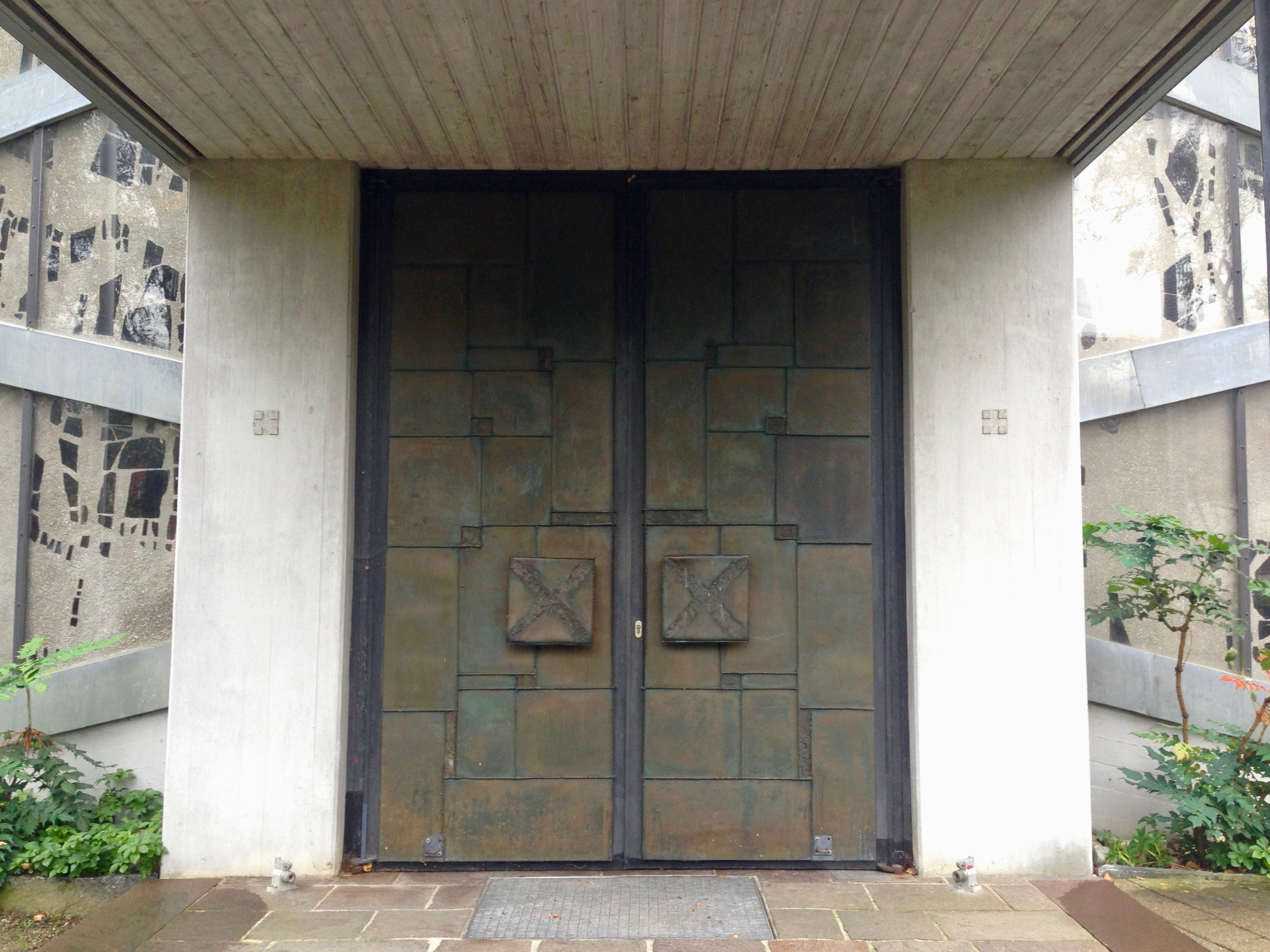
Die seitliche Flügeltüre aus Kupfer von Erich Stadler an der Pfarrkirche St. Peter und Paul in Laimnau

Erich Walter Stadler (* 4. September 1927 in Immenstadt; † 26. Juni 1968 in Lindenberg) war ein deutscher Bildhauer.

## Künstlerische Laufbahn
Erich Walter Stadler wurde 1927 in Immenstadt im Allgäu geboren und besuchte dort die Schule, bis er 1942 zur Heimatflak eingezogen wurde. Von dort kam er zum Militär. Nach Kriegsende schlug er sich von Verona nach Hause durch.
Von 1946 bis 1947 war er in der Steinmetzwerkstatt der Firma Baldauf Lehrling in Immenstadt, bis er als Schüler des Malers und Bildhauers Hermann Alfred Raddatz nach Oberstdorf kam. Dort konnte er seine künstlerischen Fähigkeiten weiterbilden. Es entstanden Skulpturen und Porträts. Von 1948 bis 1950 war er in Lindau am Bodensee bei Bildhauer Willi Veit, um sich weiter handwerklich auszubilden, anschließend in Kressbronn von 1950 bis 1952 bei Bildhauer Berthold Müller-Oerlinghausen, wo er sich mit der Technik des Mosaiks beschäftigte. Er lernte dort seine spätere Frau Christiane, geb. Dorfmüller, kennen. Sie bekamen vier Töchter. Mit ihr gründete er 1953 eine Mosaikwerkstatt in Immenstadt. 1955 wurde die Werkstatt mit Atelier nach Nonnenhorn verlegt. Dort war Raum auch für Mitarbeiter und Platz, neben der bereits eingeführten Kollektion von Mosaiktischen auch größere Mosaiken, Wandgestaltungen, Glasfenster und Säulenverkleidungen auszuführen.
Er war Mitglied im Berufsverband Bildender Künstler (BBK) Schwaben Süd.

## Werk
Es wurde Majolika, Stein, Porzellan, Glas, Schiefer und Marmor verarbeitet. Es entstanden Kunst am Bau Projekte im gesamten oberschwäbischen Raum und im Allgäu sowie Kunst im öffentlichen Raum.
Im Atelier experimentierte und entwickelte er durch langjährige Versuchsreihen neue Techniken der Metallverarbeitung, die er mit speziellen Verfahren feueroxidierte, schmelzte Glas und ätzte in altchinesischer Handwerkskunst Kupfer und Bronzebleche. Im Atelier entstanden Skulpturen und Reliefs aus Metall, Stein und Holz. Er schuf abstrakte, figurative und sakrale Kunst. Weiter entstanden eine Reihe von Christusfiguren zum Beispiel für Missen im Allgäu und für die Pfarrkirche St. Christophorus in Nonnenhorn. Der Gekreuzigte, überlebensgroß über dem Altar, ist mit seinen weit ausgebreiteten Armen weniger ein Schmerzensmann, sondern ein im Sterben alles umfassend ein Bild der Hoffnung. Dazu gehört das Tabernakel, dessen Stirnseite ein Relief mit dem Lamm Gottes ziert.
Für die Dorfkirche von Eckarts bei Immenstadt fertigte er eine Pietà. Hier schuf Stadler ein Bild der im Schmerz erstarrten Trauer um die sinnlos Gemordeten des Krieges.

### Kunst am Bau
- Eine 12 Meter lange Majolika-Wand für die Stadthalle Weingarten.
- Ein etwa 10 Meter langes Wandmosaik in der Stadthalle Bad Schussenried.
- Der Entwurf der Wandgestaltung der städtischen Schwimmhalle Lindau erhielt 1967 den ersten Preis.
- 1968 erhielt der Entwurf für den Brunnen im Innenhof der Volksschule Lindau-Aeschach den zweiten Preis.

### Kunst im öffentlichen Raum
- Das Portal mit Kupfertüren der Aussegnungshalle im Stadtfriedhof Biberach[1].
- In Meckenbeuren das Kirchenportal für das kath. Pfarramt St. Maria, welches ebenfalls aus Kupfer besteht.
- Eingangstüren in Kupfer für die St.-Peter-und-Paul-Kirche in Laimnau.
- Ebenso das Portal für die katholische St.-Maria-Kirche in Kressbronn aus Kupfer mit geschmiedeten Griffen aus Bronze.
- Christusfigur in Missen im Allgäu
- Christusfigur und Tabernakel für die Christopherus-Kirche in Nonnenhorn[2].

### Tische
Die Mosaiktischkollektion wurde stetig erweitert und regelmäßig auf der Internationalen Ambiente Messe in Frankfurt und der Möbelmesse in Köln präsentiert. Die Tische fanden Kunden in den besten Einrichtungshäusern und waren so ein Begriff in der Fachwelt.

### Vasen
Eine gleichzeitig gestaltete Stahlvasenkollektion machte den Namen Stadler weit bekannt, sie wurde im Museum of Modern Art in New York aufgenommen.